# Håbo-Tibble distrikt
Håbo-Tibble distrikt är ett distrikt i Upplands-Bro kommun och Stockholms län. 
Distriktet ligger i nordöstra delen av kommunen.

## Tidigare administrativ tillhörighet
Distriktet inrättades 2016 och utgörs av socknen Håbo-Tibble i Upplands-Bro kommun.
Området motsvarar den omfattning Håbo-Tibble församling hade vid årsskiftet 1999/2000.